# Zámková dlažba

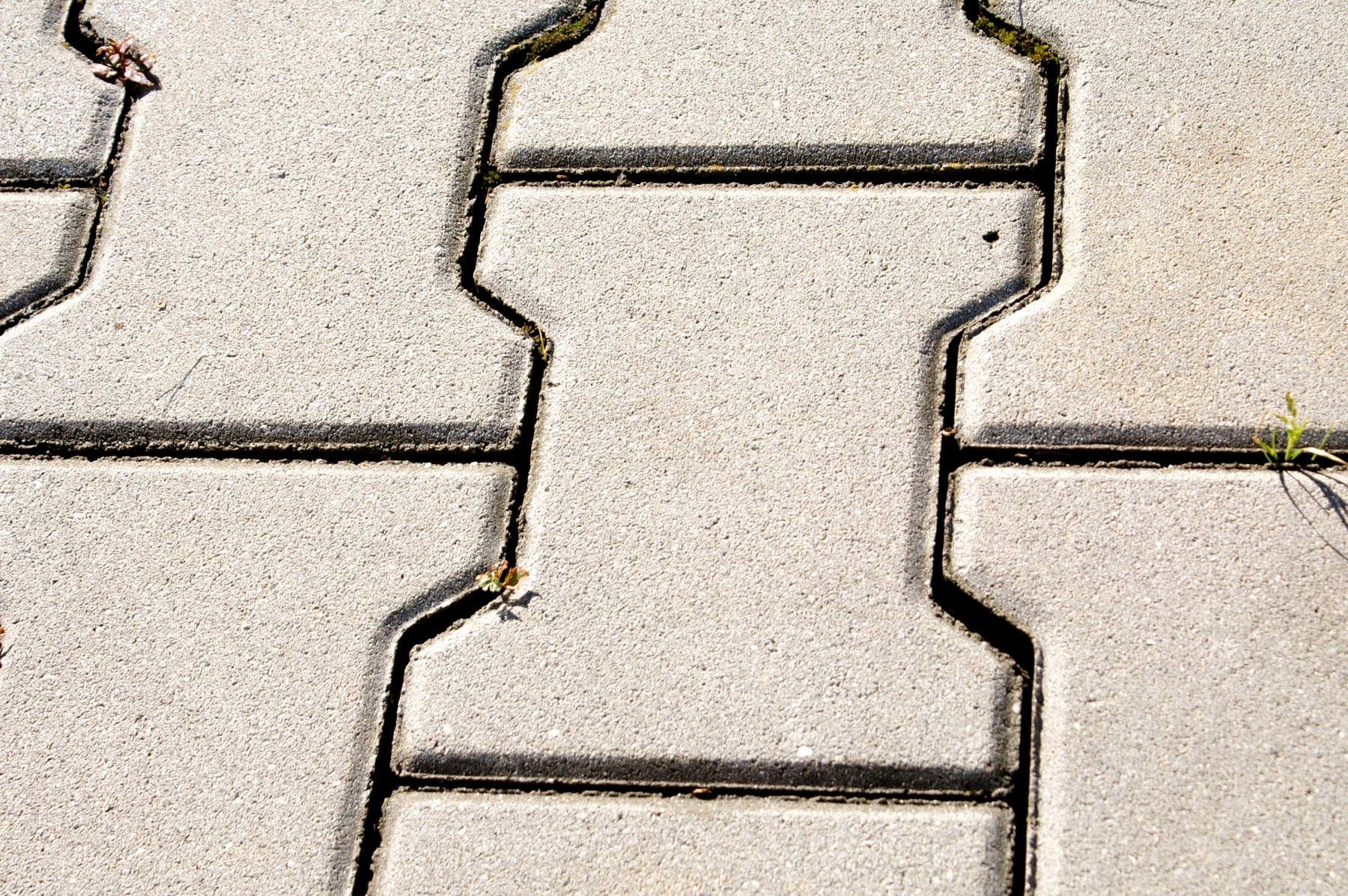
Zámková dlažba – detail na jeden díl dlažby

Zámková dlažba je typ dlažby ze zhutněného betonu, který má svrchní stranu pohledovou (upravenou pro lepší vzhled). Jednotlivé dlaždice jsou navrženy a pokládány tak, aby do sebe vzájemně zapadaly. Tím je dosaženo vysoké stability a odolnosti zejména proti horizontálnímu posunu. Zámková dlažba se vyrábí prefabrikací z betonu.
Výhodou zámkové dlažby je to, že v případě potřeby se dá rozebrat a použít znovu. Jednotlivé díly dlažby mohou mít různé odstíny, díky čemuž vzniká možnost vytváření různých obrazců, nápisů či prvků praktického charakteru – např. na parkovištích je barevná odlišnost využita k zobrazení parkovacích čar či parkovacích míst pro vozíčkáře. Dlažba se pokládá na sucho do pískového lože.